# 야우헨 추르킨
야우헨 추르킨(벨라루스어: Яўген Мікалаевіч Цуркін, 1990년 12월 9일 ~ )은 벨라루스의 남자 수영 선수이다.